# Fanfare (Orchesterform)
Die Fanfare ist eine vor allem in den Niederlanden, Frankreich, Belgien und Luxemburg verbreitete Form des Blasorchesters.

## Abgrenzung
Das Fanfare-Orchester der niederländischen Form ist abzugrenzen vom in Deutschland verbreiteten Fanfarenorchester oder Fanfarenzug. Fanfare-Orchester sind voll besetzte Blasorchester mit chromatischen Instrumenten, während Fanfarenzüge hauptsächlich aus Trompeten (oft Fanfarentrompeten) bestehen und Fanfaren und einfache Marschmusik spielen, jedoch keine sinfonische Blasmusik.
Im Unterschied zum sinfonischen Blasorchester besteht ein Fanfare-Orchester ausschließlich aus Blechbläsern, Saxophonen und Schlagwerk. Die Holzblasinstrumente Flöte, Oboe, Fagott und Klarinette fehlen. Typisch für Fanfare-Orchester ist ein großes Flügelhornregister. Diese haben grundsätzlich Pump- oder Perinet-Ventile, im Gegensatz zu den in deutschen und österreichischen Orchestern ursprünglich und teilweise heute noch verwendeten Flügelhörnern mit Drehventilen. Der Grund dafür ist, dass im 19. Jahrhundert die von Adolphe Sax kreierten Saxhörner in den Fanfare-Orchestern gespielt wurden.
Eine typische Besetzung umfasst:
- 1. (2.) Sopransaxophon in B
- 1. und 2. Altsaxophon in Es
- 1. (2.) Tenorsaxophon in B
- Bariton-Saxophon in Es
- Es-Kornett oder hohes Flügelhorn in Es (Stimme oft fakultativ)
- 1.–3. Flügelhorn in B
- 1.–3. Trompete in B
- 1.–3. (4.) Horn in F
- 1.–3. Posaune
- 1. und 2. Bariton (meist werden die Stimmen für Bariton stattdessen auf Euphonien gespielt)
- 1. (2.) Euphonium
- Es-Tuba
- B-Tuba
- Pauken und Schlagwerk (oft zusammen etwa 4–6 Spieler)

Doppelte oder mehrfache Besetzung einiger oder aller Bläserstimmen wird häufig praktiziert. Am stärksten besetzt sind oft die Flügelhornstimmen.
Es bestehen auch Fanfare-Orchester nur aus Blechbläsern und Schlagzeug, das heißt ohne Holzblasinstrumente, sogenannte Fanfare-Orchester Pure (im Gegensatz zu Fanfare-Orchester Mixed). Dies ist die übliche Besetzung in Luxemburg.
Viele Fanfare-Orchester spielen bei Festen und marschieren durch die Straßen. In den Niederlanden oder in Belgien sind die meisten inzwischen als vollwertige Konzertorchester (Concert Band) entwickelt. In den Niederlanden gibt es mehr als 2000 Fanfare- und Harmonie-Orchester; einige konzertante Fanfare-Orchester finden sich auch in der Schweiz und in Norwegen.
Bekannte niederländische Komponisten für Fanfare-Orchester sind unter anderen Johan de Meij, Hardy Mertens, Kees Vlak, Rob Goorhuis, Jan Van der Roost, Henk Badings, Jan de Haan und Jacob de Haan. Viel gespielte französische Komponisten wie „L’Oeuf“ finden sich samt frei verfügbarer Kompositionen auf einer Website.